# Dzenzourski
Le Dzenzourski (en russe : Дзензурский) est un stratovolcan situé au sud de la péninsule du Kamtchatka, dans l'Extrême-Orient russe (Russie). Il est situé à l'intérieur du parc naturel de Nalytchevo.

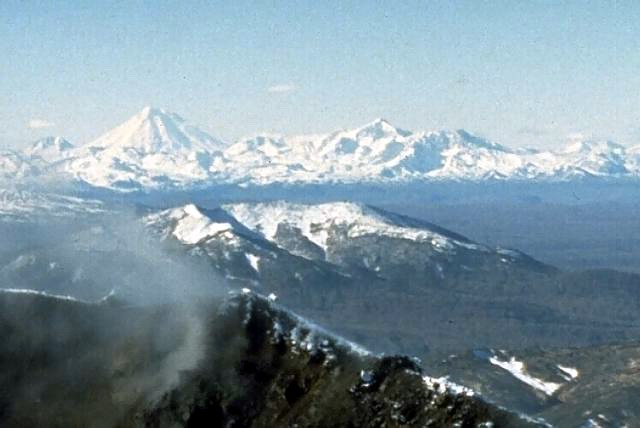
Vue du Dzenzourski recouvert de neige depuis le nord-est (au centre) ; au premier plan, le cratère du Karymski et, au fond à gauche, le Koriakski reconnaissable à sa forme conique.